# Мука (кошка)
Му́ка — кошка писателя Михаила Булгакова и его второй жены Любови Белозерской.

## Биография
Кошка Мука появилась в семье советского литератора Михаила Булгакова и его второй жены Любови Белозерской в то время, когда они жили в двух маленьких комнатах небольшого особняка, превращённого в коммунальную квартиру, в Малом Лёвшинском переулке. Белозерская была настоящей кошатницей и передала эту любовь к кошкам своему мужу. Булгаков поначалу из природной брезгливости не брал кошку на руки, хотя позволял ей лежать на своём столе, подкладывая под неё бумагу. Но перед родами он делал исключение и массировал приходившую к нему кошку.
Позже Мука переехала с приютившей её семьёй в бывший особняк купцов Решетниковых на Большую Пироговскую улицу, дом 35а.
Я рада, что привнесла совершенно новую тему в творчество писателя. Я имею в виду, как в его произведениях преломилось мое тяготение, вернее, моя постоянная, неизменная любовь к животным. Вот передо мной весь его литературный путь. Нигде, никогда (если не считать фельетона «Говорящая собака», напечатанного в «Гудке», да и собака-то там — объект жульничества), не останавливается он на изображении домашней кошки, любимой собаки: их у него просто не было, как вообще не водились они в киевском доме Булгаковых. Обратимся к роману «Белая гвардия». Обжитой дом, уютная обстановка, дружная семья. Казалось бы, где как не там, приютиться и свернуться калачиком на старом кресле домашнему коту. Нет. Не может здесь этого быть. И вот появляюсь я, а вокруг меня всегда ютится и кормится всякое зверье.
Сын Муки Утюн в письме от 20 июля 1932 года писал «маме» (Любови Белозерской): «Привези, мама, лекарство, а то Мука совсем стала худая, её паразит съел. <…> Муку старуху жалко».

## Потомство
Первенцем Муки был котёнок Аншлаг, названный в честь театральных успехов Булгакова. Он был подарен хорошим знакомым, вырос и был переименован новыми хозяевами в Зюньку. Один из котят был подарен Валентину Катаеву, с которым Булгаков в то время дружил.

## Комментарии
1. ↑  Письмо Утюна «маме» из архива С. Н. и Т. Н. Василенко было продано аукционным домом «Литфонд» 24 сентября 2016 года за 550 000 рублей (см.: [Письмо Михаила Булгакова Любови Белозерской от лица кота Утюна]. Литфонд (аукционный дом и художественная галерея) (22 июля 1932). Дата обращения: 28 декабря 2016.; Письмо Булгакова жене от имени кота продано за полмиллиона рублей. Горький (26 сентября 2016). Дата обращения: 28 декабря 2016.).